# Waleed Hamzah
Waleed Hamzah Rasoul Al Bloushi (né le 16 juin 1982 au Qatar) est un joueur de football international qatarien d'origine pakisanaise, qui évolue au poste d'attaquant.

## Biographie

### Carrière en sélection
Avec l'équipe du Qatar, il joue 40 matchs (pour 9 buts inscrits) entre 2000 et 2008. 
Il figure dans le groupe des sélectionnés lors des coupes d'Asie des nations de 2000 et de 2004. Il atteint les quarts de finale de cette compétition lors de l'année 2000.
Il joue également 15 matchs comptant pour les tours préliminaires de la coupe du monde, lors des éditions 2002, 2006 et 2010.
Il participe enfin à la Coupe du monde des moins de 17 ans 1999 organisée en Nouvelle-Zélande.

## Palmarès
Al Arabi
| - Championnat du Qatar : - Vice-champion : 2000-01 - Coupe Crown Prince : - Finaliste : 2001 et 2010. |  | - Coupe Sheikh Jassem (3) : - Vainqueur : 2008, 2010 et 2011. |